# Picrophilus torridus
A Picrophilus torridus a Picrophilus nembe tartozó Archaea faj. Az archeák – ősbaktériumok – egysejtű, sejtmag nélküli prokarióta szervezetek. 1996-ban írták le. Talajban találták, termálvízhez közel Hokkaidón, Japánban. A talaj pH-ja 0,5-nél alacsonyabb volt.